# Руски добровољачки одреди у Југославији
Руски добровољачки одреди у Југославији је назив за људе из земаља бившег Совјетског Савеза (углавном из Русије) који су учествовали у сукобима током распада Југославије на страни српских и југословенских трупа. Они су учествовали у ратним дејствима у Хрватској, Босни и Херцеговини, Косову и Метохији и Македонији. Према различитим проценама, број добровољаца се кретао од неколико стотина до десет хиљада људи. На списку погинулих добровољаца у руским одредима током ратова у Хрватској и Босни и Херцеговини налазе се 43 особе, још три су погинуле током Косовског рата. Процене о учешћу добровољаца у сукобима у бившој Југославији су различите: једни о њима говоре као о херојима, други их оптужују за плаћеништво и ратне злочине.

## Број добровољаца
Не зна се тачан број добровољаца из бившег Совјетског Савеза који су учествовали у ратним дејствима током распада Југославије. Процене варирају од неколико стотина до десет хиљада људи.
Хрватска страна је 1993. пријавила око хиљаду и по Руса који се боре у српским војскама. Муслимани у Босни су у октобру 1994. објавили пет хиљада руских „плаћеника“ који су се у том тренутку борили на српској страни. У периоду од 1992. до 1995. године на територији Босне су стално дејствовале две-три мале руске јединице. Укупан број руских добровољаца на фронту у зиму-пролеће 1993. године премашио је педесет. Укупно је, према прорачунима руских новинара и самих добровољаца, кроз овај рат прошло неколико стотина добровољаца из република бившег Совјетског Савеза; најмање 35-40 је умрло, још двадесетак су остали инвалиди. Седамнаест руских добровољаца погинулих у борбама 1994-1995. сахрањено је на гробљу Доњи Миљевићи код Сарајева.
Како преноси сајт Радија Слободна Европа, који се позива на архиву Хашког трибунала, у војсци босанских Срба у рату у Босни и Херцеговини учествовало је од 529 до 614 људи из Русије, Грчке и Румуније.
Босански истраживач и ратни ветеран Азиз Тафро у својој књизи "Руски и грчки плаћеници у рату у Босни и Херцеговини", тврди да се на страни Срба у Босни борило и до 10.000 људи из Русије. Истовремено их је најмање 700 било на фронту у исто време.
Према Најџелу Томасу и Крунославу Микулану, укупан број руских добровољаца који су учествовали у рату у Босни био је око 700 људи.

## Добровољачки борбени одреди

### РДО-1
Септембра 1992. године у граду Требињу у Источној Херцеговини створен је први одред руских добровољаца у Босни, који је бројао 10 бораца. На њеном челу је био бивши маринац Валериј Власенко. Борио се против војске босанских Хрвата и јединица регуларне хрватске војске током септембра-децембра 1992. године. Језгро одреда чинила је група добровољаца из Санкт Петербурга. Одред је деловао као део консолидоване српско-руске јединице у оквиру Војске босанских Срба. Крајем 1992. РДО-1 је престао да постоји.
Управо у РДО-1 су постављене неке од традиција добровољаца и елементи униформе, попут црних беретки и монархијских симбола. Својим симболима сматрали су црно-жуто-белу заставу и велики двоглави орао бронзане боје са ликом Светог Георгија Победоносца на грудима. Монархизам, по правилу, није био политичко уверење, већ је био део традиције. Борбена активност одреда сводила се на патролирање, сузбијање епизодних покушаја непријатељских извиђачких група да пређу линију фронта и извиђање у хрватској позадини.

### РДО-2
РДО-2, назван „Краљеви вукови“ због монархијских уверења неколико својих чланова, настао је 1. новембра 1992. године у Вишеграду. Њен командант је био 27-годишњи Александар Мухарев, који се борио у пролеће и лето 1992. године у Придњестровљу, а по иницијалима је добио позивни знак „Ас“. Игор Гиркин, сада познат као "Стрелков", постао је заменик команданта. Према речима самих добровољаца, назив "Краљевски вукови" није заживео у одреду, али је широко коришћен у штампи. Посебност РДО-2 било је ношење црних беретки.
Прва операција бораца РДО-2 била је идентификација и минирање положаја муслиманских снајпериста у Вишеграду. Први сукоб са непријатељем догодио се дубоко у позадини Босне. Након ове операције, међу муслиманском војском почеле су да круже гласине о „читавој бригади руских плаћеника“.
Одред је у последња два месеца 1992. године, самостално и заједно са Србима, извео низ успешних диверзантских и извиђачких операција, али је 1. децембра одред претрпео прве губитке – погинуо је Московљанин Андреј Нименко, а још један борац је тешко рањен.
Дана 28. јануара 1993. главни део „Краљевих вукова“ се преселио у Прибој, поневши са собом заставу одреда. У околини Прибоја, одред се успешно борио око два месеца. Потом су 27. марта „Краљеви вукови“ кренули на западну периферију Сарајева, на Илиџу. Од маја их је предводио Михаил Трофимов, који је касније погинуо у акцији. Августа 1993. РДО-2 је престао да постоји, његов барјак је предат цркви Свете Тројице у Београду. У овој цркви је јула 1993. године постављена плоча са именима десет погинулих Руса. Укупно је кроз одред прошло тридесетак добровољаца, док је његов уобичајени број био десетак људи. За девет месеци борби РДО-2 је изгубио четири своја припадника.
РДО-2 је постао први одред добровољаца са добро успостављеном структуром, сталним особљем и сопственом традицијом. Касније створени одреди покушали су да наставе његове традиције.

### Прва козачка стотина
Крајем 1992. године у Русији је почело формирање козачког одреда. Иницијатор је био Александар Загребов, који је сарађивао са руководством Вишеградске заједнице у Републици Српској. Регрутација козака у одред извршена је у неколико руских градова, укључујући и помоћ војног комесара Саратова. Коначна организација је одржана у Москви. Међу припадницима одреда био је велики број бивших војних лица и ветерана локалних сукоба на територији бившег Совјетског Савеза.
Козаци су на територију Републике Српске стигли 1. јануара 1993. године. Највећи део одреда био је стациониран у Вишеграду, мањи - у селу Скелани. На овом подручју учествовали су у ратним дејствима до краја априла 1993. године. Међу познатим војним операцијама Козака, борбе код Вишеграда, одбрана Скелана од напада јединица муслиманске 28. дивизије из Сребренице, учешће у офанзиви код места Рудо, а као позната одбрана, издвајају се и планине Заглавак и Столац, где су током жестоких борби козаци и добровољци претрпели значајне губитке.

### РДО-3
У јесен 1993. године створен је РДО-3 који чине ветерани и новопридошли добровољци. У новембру исте године на чело одреда је дошао бивши везиста Корпуса маринаца и ветеран војних операција у Анголи и Абхазији, 39-годишњи Александар Шкрабов. РДО-3 је био базиран на југоисточној периферији Сарајева, био је у саставу војне јединице 7512 и распоређен је у Новосарајевски четнички одред, који су чинили српски и страни добровољци. Командант одреда био је војвода Славко Алексић.
РДО-3 је учествовао у борбама на подручју Јеврејског гробља у Сарајеву, на планини Игман, као и код насеља Олово и Трново. У пролеће 1994. године одред је учествовао у офанзиви ВРС на Горажде, где је директно учествовао у заузимању и уништавању чувене фабрике "Победа". Дана 4. јуна 1994. године, приликом напада на утврђење на брду Мошевачко код града Олова, погинуо је Александар Шкрабов. Неко време одред је наставио да постоји, али се у јесен исте године распао, а већина његових бораца прешла је у специјални одред „Бели вукови“, базиран на Јахорини.

### "Бели вукови"
Одред Бели вукови настао је 1993. године као 4. извиђачко-диверзантски одред Сарајевско-романијског корпуса. У њој су били добровољци и директно је извештавала команду корпуса. Одредом је командовао Срђан Кнежевић.
Након погибије Александра Шкрабова, РДО-3 се распао и значајан део добровољаца, укључујући и оне из Бугарске, Румуније и других земаља, прешао је у Беле вукове. У свом саставу борили су се у Сарајеву, као и на неким другим секторима фронта до краја рата. У зиму-пролеће 1996. године, након потписивања Дејтонског споразума, многи добровољци су напустили Републику Српску.
У јесен 1995. године, већ у завршној фази ратних дејстава, неколико добровољаца из састава „Бели вукови“ приступило је специјалном одреду „Вукови са Дрине“, који је био у саставу 1. зворничке пешадијске бригаде Дринског корпуса ВРС.

### На Косову и у Македонији
Са почетком НАТО бомбардовања Југославије у Москви, неке странке и покрети, укључујући Либерално-демократску партију, НПСР, Савез официра и неке козачке организације, почеле су да регрутују добровољце за учешће у непријатељствима. Према подацима Либерално-демократске партије, спремност да оде у Југославију изразило је до пет хиљада људи. НПСР је назвао цифру од 1200 људи који су пристали да учествују у биткама. Истовремено, Министарство правде Руске Федерације издало је саопштење о недопустивости таквих радњи. У штампи су бројне организације које регрутују добровољце оптужене за стварање илегалних оружаних група.
Истовремено, добровољци су у Југославију одлазили сами, без помоћи икаквих организација. Међу њима су били и ветерани рата у Босни и Херцеговини и других сукоба. До тренутка када је граница Југославије затворена, тамо је успело да стигне око 200 људи. Према неким извештајима, чак половина њих су били добровољци из Украјине. За разлику од рата у Босни, у Југославији није било самосталних одреда добровољаца; укључили су се у разне српске јединице, укључујући и оне које су биле ангажоване на покривању границе са Албанијом.
Међу добровољцима, у биткама је учествовао и будући Херој Русије Анатолиј Лебед.
Мали одред руских добровољаца, од којих су већина били ветерани сукоба у Босни и на Косову, учествовао је у борбама у Македонији 2001. на страни македонске војске и полиције.

## Спомен
Влада Републике Српске је 2013. године одлучила да Орденом Милоша Обилића постхумно додели 29 добровољаца из бившег СССР-а.
У Вишеграду у Републици Српској 5. новембра 2011. године откривен је споменик руским добровољцима на којем су уклесана имена 37 погинулих добровољаца. Њен аутор је био београдски вајар Небојша Савовић. Отварању су присуствовали ветерани добровољачких одреда и Војске Републике Српске, чланови породица страдалих, као и представници Владе РС, међу којима и министар рада и заштите борачко-инвалидских лица Петар Ђокић. На дан отварања споменика венце је на њега положило више од 20 делегација. Откривање споменика изазвало је критике муслиманских друштава жртава рата.
Дана 15. децембра 2016. године у цркви Свете Тројице у Београду освећена је спомен-плоча са списком добровољаца погинулих у ратовима на простору бивше Југославије. Свечаности освећења присуствовале су породице настрадалих, амбасадор Белорусије у Србији Владимир Чушев, представници руске амбасаде у Србији, министар рада и заштите борачко-инвалидских лица Републике Српске Миленко Савановић.

## Мишљења
У Србији и Републици Српској, званичници су више пута истицали важну улогу коју су добровољци имали током сукоба. На пример, министар рада и заштите борачко-инвалидских лица Републике Српске Миленко Савановић напоменуо је да Срби треба да цене допринос руских добровољаца њиховој заштити. Према његовим речима, добровољци су учествовали у рату када је то било најпотребније и помагали у заштити Срба на подручјима захваћеним борбама. Сличну оцену дао је и Петар Ђокић, такође бивши министар у Влади РС. Он је напоменуо да су добровољци стигли у рат када је била најтежа ситуација, те нагласио да ће Република Српска наставити да пружа помоћ породицама погинулих добровољаца.
У савременој српској штампи посебно је истакнуто учешће руских добровољаца у биткама у Источној Босни и Подрињу, укључујући и битку за планину Заглавак. Напомиње се да је њихово присуство веома подигло морал у српским јединицама. Поред тога, добровољци су показивали добре резултате у борбама и, упркос малом броју, били су важан део српских трупа.
Борци руских добровољачких одреда који су се борили на страни Војске Републике Српске оптужени су за ратне злочине, етничко чишћење и плаћеништво након рата. Конкретно, бивши мајор војске босанских муслимана Азиз Тафро је у лето 2014. изјавио да је Игор Гиркин (Стрелков), који је служио у РДО-2 током рата у Босни и стекао славу као командант присталица ДНР у Славјанску, учествовао у ратним злочинима у градовима Вишеград, Фоча, Чајниче и Сарајево. Волонтери су такође оптужени за шверц, етничко чишћење и пљачку. Према политикологу Алију Кокнару, они су били плаћеници и примали су 200 немачких марака месечно. Кокнар је приметио да, ипак, нико од руских добровољаца није званично оптужен од Хашког трибунала.
Представница Хашког трибунала Ванеса Ле Роа је 2003. године тврдила да је Трибунал прикупио много доказа о умешаности добровољаца у ратне злочине, али је Руска Федерација одбила да разговара о питању њиховог изручења Хагу.
За плаћеништво и ратне злочине оптужени су и добровољци који су учествовали у Косовском рату. Британска штампа је писала да је на десетине руских добровољаца учествовало у нападима на села у околини Призрена насељена Албанцима. Британски новинари, позивајући се на локалне Албанце, тврде да су у селу Тусус руски добровољци, делујући заједно са српским паравојним одредима, убили 22 цивила. Осим тога, оптужени су за злочине око Ораховца. Представници Пентагона су у лето 1999. године такође најавили умешаност добровољаца у ратне злочине и да ће бити спроведена посебна истрага.

## Филмови и видео снимци
- „Отряд А. Александрова в Скелани” (на језику: руски). YouTube. Приступљено 26. 9. 2012.
- „Репортаж НТВ о русских добровольцах” (на језику: руски). YouTube. Приступљено 26. 9. 2012.